# Pommers voetbalkampioenschap 1927/28
In 1927/28 werd het tiende Pommers voetbalkampioenschap gespeeld, dat georganiseerd werd door de Baltische voetbalbond. 
Vanaf dit jaar mochten er drie clubs uit Stettin naar de eindronde. Er kwam eerst een voorronde en dan een groepsfase. Preußen Stettin werd kampioen en Titania Stettin vicekampioen. Zij plaatsten zich voor de Baltische eindronde. Titania werd derde en Preußen werd vicekampioen. Hierdoor plaatste de club zich ook voor de eindronde om de Duitse landstitel. Hier verloor de club van Holstein Kiel.

## Reguliere competitie

### Bezirksliga Stolp
Nadat de competities van Stolp en Köslin twee jaar samen gevoegd werden splitsten deze weer vanaf dit jaar. 
| Plaats | Club                    | Wed. | W  | G | V  | Ptn. |
| ------ | ----------------------- | ---- | -- | - | -- | ---- |
| 1.     | SV Viktoria 1909 Stolp  | 16   | 10 | 2 | 4  | 22   |
| 2.     | SV Germania Stolp       | 16   | 9  | 3 | 4  | 21   |
| 3.     | SV Sturm 1919 Lauenburg | 16   | 8  | 2 | 6  | 18   |
| 4.     | FC Pfeil 1919 Lauenburg | 16   | 6  | 1 | 9  | 13   |
| 5.     | SV Fortuna 1919 Stolp   | 16   | 3  | 0 | 13 | 6    |

|  | Geplaatst voor de eindronde |
|  | Play-off voor het behoud    |

Play-off
| Team #1               | Tot.  | Team #2         | 1ste wed | 2de wed |
| --------------------- | ----- | --------------- | -------- | ------- |
| SV Fortuna 1919 Stolp | 3 - 6 | Bütower SV 1916 | 1 - 3    | 2 - 3   |

### Bezirksliga Köslin
| Plaats | Club                     | Wed. | W | G | V | Saldo | Ptn. |
| ------ | ------------------------ | ---- | - | - | - | ----- | ---- |
| 1.     | SV Preußen Köslin        | 8    | 7 | 1 | 0 | 37:8  | 15   |
| 2.     | Kösliner SV Phönix       | 8    | 4 | 1 | 3 | 23:19 | 9    |
| 3.     | SV Viktoria 1921 Kolberg | 8    | 4 | 1 | 3 | 24:28 | 9    |
| 4.     | SV 1910 Kolberg          | 8    | 2 | 2 | 4 | 20:26 | 6    |
| 5.     | VfB 1911 Belgard         | 8    | 0 | 1 | 7 | 14:37 | 1    |

|  | Geplaatst voor de eindronde |
|  | Play-off voor het behoud    |

Play-off
| Team #1        | Tot.   | Team #2          | 1ste wed | 2de wed |
| -------------- | ------ | ---------------- | -------- | ------- |
| SV Schivelbein | 10 - 3 | VfB 1911 Belgard | 4 - 1    | 6 - 2   |

### Bezirksliga Stettin
| Plaats | Club                      | Wed. | W | G | V | Saldo | Ptn. |
| ------ | ------------------------- | ---- | - | - | - | ----- | ---- |
| 1.     | SC Preußen 01 Stettin     | 12   | 8 | 4 | 0 | 37:11 | 20   |
| 2.     | VfB 08 Stettin            | 12   | 8 | 1 | 3 | 35:21 | 17   |
| 3.     | Stettiner FC Titania 02   | 12   | 6 | 3 | 3 | 21:19 | 15   |
| 4.     | Stettiner SC 08           | 12   | 6 | 1 | 5 | 41:22 | 13   |
| 5.     | FC 04 Blücher Stettin     | 12   | 3 | 2 | 7 | 12:28 | 8    |
| 6.     | Stargarder SC 1910        | 12   | 2 | 2 | 8 | 14:27 | 6    |
| 7.     | SC Viktoria 1911 Stargard | 12   | 2 | 1 | 9 | 7:39  | 5    |

|  | Geplaatst voor de eindronde als kampioen |
|  | Geplaatst voor de eindronde              |
|  | Degradatie                               |

### Bezirksliga Schneidemühl
| Plaats | Club                           | Wed. | W | G | V | Saldo | Ptn. |
| ------ | ------------------------------ | ---- | - | - | - | ----- | ---- |
| 1.     | SV Viktoria 1916 Schneidemühl  | 11   | 9 | 1 | 1 |       | 19   |
| 2.     | SV Deutsche Krone              | 11   | 8 | 2 | 1 |       | 18   |
| 3.     | SC Erika 1915 Schneidemühl     | 11   | 5 | 0 | 6 |       | 10   |
| 4.     | SV Hertha Schneidemühl         | 11   | 5 | 0 | 6 |       | 10   |
| 5.     | SC Germania Neustettin         | 11   | 5 | 0 | 6 |       | 10   |
| 6.     | SV Graf Schwerin Deutsch Krone | 11   | 2 | 1 | 8 |       | 5    |
| 7.     | FC Germania 1915 Schneidemühl  | 6    | 0 | 0 | 6 | 2:11  | 0    |

|  | Geplaatst voor de eindronde     |
|  | Trok zich na de heenronde terug |

### Bezirksliga Vorpommern-Uckermark
Onderstaande is de laatst bekende rangschikking, niet de eindstand. 
| Plaats | Club                 | Wed.           | W              | G              | V              | Saldo          | Ptn.           |
| ------ | -------------------- | -------------- | -------------- | -------------- | -------------- | -------------- | -------------- |
| 1.     | SC Ueckermünde       | 5              | 3              | 0              | 2              | 7:6            | 6              |
| 2.     | Pasewalker SC        | 2              | 2              | 0              | 0              | 1:0            | 4              |
| 3.     | VfB Torgelow         | 2              | 1              | 0              | 1              | 5:6            | 2              |
| 4.     | SC Vorwärts Löcknitz | 2              | 1              | 0              | 1              | 0:1            | 2              |
| 5.     | SC Preußen Strasburg | 0              | 0              | 0              | 0              | 0:0            | 0              |
| 6.     | SC Eggesin 1923      | 3              | 0              | 0              | 3              | 0:0            | 0              |
| 7.     | MSV Mars Pasewalk    | Teruggetrokken | Teruggetrokken | Teruggetrokken | Teruggetrokken | Teruggetrokken | Teruggetrokken |

|  | Geplaatst voor de eindronde |
|  | Degradatie                  |

### Bezirksliga Gollnow
| Plaats | Club                     | Wed. | W | G | V | Saldo | Ptn. |
| ------ | ------------------------ | ---- | - | - | - | ----- | ---- |
| 1.     | SC Blücher 1911 Gollnow  | 8    | 5 | 2 | 1 | 16:9  | 12   |
| 2.     | SC Preußen 1909 Gollnow  | 8    | 4 | 2 | 2 | 12:13 | 10   |
| 3.     | SC Regenwalde 1920 (1)   | 8    | 3 | 1 | 4 | 3:2   | 7    |
| 4.     | Naugarder SC 1910        | 8    | 3 | 0 | 5 | 12:9  | 6    |
| 5.     | SC Treptow 1921          | 7    | 2 | 1 | 4 | 5:17  | 5    |
| 6.     | SV Mackensen Greifenberg | 5    | 2 | 0 | 3 | 10:8  | 4    |

(1): SC Regenswalde trok zich in september 1927 terug, alle overige wedstrijden werden als een nederlaag aangerekend.
|  | Geplaatst voor de eindronde |

## Eindronde
Deelnemers
| Club                          | Gekwalificeerd als                  |
| ----------------------------- | ----------------------------------- |
| SV Viktoria 1916 Schneidemühl | Kampioen van Grenzmark-Schneidemühl |
| SC Blücher 1911 Gollnow       | Kampioen van Gollnow                |
| SV Preußen Köslin             | Kampioen van Köslin-Kolberg         |
| SV Viktoria 09 Stolp          | Kampioen van Lauenburg-Stolp        |
| SC Preußen Stettin            | Kampioen van Stettin-Stargard       |
| VfB Stettin                   | Vicekampioen van Stettin-Stargard   |
| Stettiner FC Titania          | Derde plaats Stettin-Stargard       |
| SC Pasewalk                   | Kampioen van Uckerwalk              |

Voorronde
|                  |                   |       |                   |        |
| 20 november 1927 | SV Preußen Köslin | 2 – 7 | SV Viktoria Stolp | Köslin |
| 20 november 1927 |                   |       |                   | Köslin |

|                  |                    |       |                    |         |
| 20 november 1927 | SC Blücher Gollnow | 0 – 8 | SC Preußen Stettin | Gollnow |
| 20 november 1927 |                    |       |                    | Gollnow |

|                  |               |       |             |          |
| 20 november 1927 | Pasewalker SC | 0 – 5 | VfB Stettin | Pasewalk |
| 20 november 1927 |               |       |             | Pasewalk |

|                  |                          |       |                      |              |
| 20 november 1927 | FC Viktoria Schneidemühl | 1 – 5 | Stettiner FC Titania | Schneidemühl |
| 20 november 1927 |                          |       |                      | Schneidemühl |

Groepsfase
| Plaats | Club                   | Wed. | W | G | V | Saldo | Ptn. |
| ------ | ---------------------- | ---- | - | - | - | ----- | ---- |
| 1.     | SC Preußen Stettin     | 3    | 2 | 0 | 1 | 6:4   | 4:2  |
| 2.     | Stettiner FC Titania   | 3    | 1 | 2 | 0 | 5:4   | 4:2  |
| 3.     | VfB Stettin            | 3    | 1 | 1 | 1 | 5:5   | 3:3  |
| 4.     | SV Viktoria 1909 Stolp | 3    | 0 | 1 | 2 | 3:6   | 1:5  |

|  | Finale om de titel, beiden geplaatst voor Baltische eindronde |

Finale
|              |                    |       |                      |         |
| 4 maart 1928 | SC Preußen Stettin | 3 – 1 | Stettiner FC Titania | Stettin |
| 4 maart 1928 |                    |       |                      | Stettin |